# Narayanganj
Pronunciação
Narayanganj (bengali: নারায়ণগঞ্জ Naraeongônj) é uma cidade no centro de Bangladexe. Fica no distrito de Narayanganj, cerca de 16 km a sudeste da capital, Daca,e possui uma população de cerca de 2 milhões de habitantes, sendo a 6ª maior cidade de Bangladexe. 
A cidade fica na margem oeste do rio Shitalakshya. O porto da cidade é um importante centro comercial e industrial. A cidade tem um grande centro de comércio e  fábricas de processamento do setor têxtil do país.